# Bodenwöhr
Bodenwöhr är en kommun och ort i Landkreis Schwandorf i Regierungsbezirk Oberpfalz i förbundslandet Bayern i Tyskland.